# 瑤族舞曲 (管弦樂曲)
《瑤族舞曲》原稱《傜族舞曲》，是一首管弦樂曲，為劉鐵山、茅沅於1951-1952年所創作，描繪瑤族慶祝節日時的歌舞場面。於1953年第1階段民族識別工作改「傜族」為「瑤族」，中國隨之將樂曲標題變更，中國以外多有原用舊標題者。

## 创作过程
1951年，时年28岁、在中央音乐学院任职的刘铁山随中央民族慰问团赴广东、云南等地采风，其间在连南县油岭村（今连南瑶族自治县三排镇油岭村）以当地的瑶族民歌及瑶族歌舞鼓乐为素材写就《瑶族长鼓舞歌》。1952年，茅沅将《瑶族长鼓舞歌》改编为管弦乐《瑶族舞曲》，1953年在北京首演。

## 其他版本
- 1957年由尹其穎移植為同名古箏曲
- 1962年由彭修文改篇為同名中樂曲
- 1979年由葉樹涵將彭修文版本改篇為管樂合奏《傜的傳奇》
- 2009年發行的合唱歌目《瑶山夜歌》，由郭兆甄填词、蔡克翔编曲[3]